# Nacka polismästardistrikt
Nacka polismästardistrikt var ett av Stockholms läns åtta polismästardistrikt. Distriktet bestod geografiskt av Nacka kommun, Tyresö kommun och Värmdö kommun.
Huvudpolisstationen är belägen vid på Lokomobilvägen i Nacka Strand.
Vid polisens omorganisation uppgick distriktet från 1 januari 2015 i Polisområde Stockholm Syd inom Polisregion Stockholm. 